# Barcelona
Barcelona je glavno mesto Katalonije in drugo največje mesto v Španiji s prebivalstvom 1,6 milijona v svojem mestnem območju, urbano velemestno območje pa se razprostira na številne sosednje občine v provinci Barcelona ter šteje več kot 5 milijonov ljudi in je peta največja strnjeno poseljena urbana regija v Evropi.

## Lokacija mesta in opis
Barcelona se nahaja v Kataloniji, v  okrožju (comarca) Barcelonès, na severni obali Sredozemskega morja, med ustjema rek Llobregat in Besòs. Oddaljena je okoli 160 km od Pirenejev. Mesto zavzema površino 20 km2, širše velemestno območje (somestje) pa 500 km². Uradna jezika v mestu sta katalonščina in španščina.

## Zgodovina

### Prazgodovina in antično obdobje
V prazgodovini so v zaledju današnje Barcelone živeli Iberci, Lajetani pa so imeli svoje naselbine zelo blizu, obiskovali so jih feničanski in grški trgovci. |Kartažani so tukaj postavili tabor in ga poimenovali Barcino, po vojskovodji Hamilcarju Barki, očetu Hanibala Barke. Tukajšnja rimska naselbina je nastala v 2. stoletju pred našim štetjem, njeno središče je bilo na nizkem nasipu Mont Taber, ki je danes skoraj v osrčju Barri Gòtica. Obsegalo je približno 12 hektarjev ter postalo trgovsko in administrativno mesto pod oblastjo veliko večjega Tarraca. Ohranjeni so deli mestnega obzidja iz poznega 3. stoletja, ki so ga zgradili zaradi napadov Frankov in Alemanov. Med izkopavanjem pod Placo del Rei in muzejem katalonske zgodovine pa so odkrili ruševine rimskega mesta. 
Vidne so tudi sledi, da so tam bivali Zahodni Goti, ki so imeli v 6. stoletju Barcelono krajši čas za svoje glavno mesto na iberskem polotoku. V naslednjih stoletjih so mesto izmenično nadzorovali Franki in Arabci.

### Srednji vek
Okoli leta 870 so se frankovske grofije južno od Pirenejev združile in njihov grof je postal Guifré el Pilós, ki je bil začetnik rodbine barcelonskih grofov. Barcelona je začela doživljati resnično rast, ko so se širile verske ustanove in dvor. Do 12. stoletja so mestni trgovci že trgovali po Sredozemlju, še hitreje pa se je trgovina razvijala pod vladavino Ramona Berenguera IV. (1131-1162). S poroko tega grofa sta se Katalonija in sosednje Aragonsko kraljestvo združila v federacijo pod eno krono, obe kraljestvi pa sta ohranili svoje zakone, jezik in običaje, Katalonija pa tudi stare pravice, t. i. constitucions, s katerimi je bila v Kataloniji omejena oblast vladarja.
Federacija je med vladavino Jaumeja I. (1213-1276) osvobodila Valencijo, Ibizo in Mallorco izpod Arabcev. Trgovina je doživela še en vzpon in v Barceloni so veliko gradili, med drugim novo mestno obzidje, s katerim so obdali območje, desetkrat večje od prejšnjega obzidja. Najemniška admirala Roger de Lluria in Roger de Flor sta pomagala barcelonskim in aragonskim grofom in kraljem, da so leta 1324 osvojili Sicilijo, Atene, Korziko in Sardinijo. Pod Jaumejem II. (1276-1327) so začeli z velikimi gradbenimi projekti, vključno z baziliko Santa Maria del Mar in veliko gotsko stolnico.

### Špansko obdobje
Zadnji barcelonski vladar Martí I. je leta 1410 umrl brez naslednika in katalonski interesi so se morali podrediti oblasti Madrida, kjer je bil sedež kastiljskih kraljev. Katalonska državljanska vojna je v letih 1462 in 1473 uničila gospodarstvo in Katalonija je postala manj zanimiva za kastiljske vladarje. Ti so se po letu 1492 ozirali proti zahodu in so Barcelono izključili iz trgovine z Ameriko. Med špansko nasledstveno vojno, ki se je začela leta 1701 in končala leta 1714 sta francoska in španska vojska porazili Barcelono in Katalonija je bila le še španska provinca. Barceloni so dovolili trgovati z Ameriko, začela se je tekstilna industrija in število prebivalstva je močno naraslo.

### Širitev mesta
Do sredine 19. stoletja se je mestno jedro razširilo zaradi zelo hitre rasti prebivalstva. Odobrili so načrt urbanista Ildefonsa Cerdà za širitev mesta izven območja nekdanjega mestnega obzidja, začenši v sedanji mestni četrti Eixample. Leta 1888 je bila v Barceloni svetovna razstava , ki je pritegnila več kot dva milijona obiskovalcev. Razstavni prostor je bil okoli parka de la Ciutadella. Glavni razstaviščni prostor naslednje razstave v Barceloni, ki je bila leta 1929 pa je bil grič Montjuïc. V letih med obema razstavama se je prebivalstvo podvojilo, mesto pa so zaznamovali nenačrtovana rast, stavke, anarhija in terorizem, ki je dosegel vrhunec v tragičnem tednu leta 1909, ko je bilo uničenih več kot 70 verskih objektov. Zaradi španske nevtralnosti v prvi svetovni vojni je Barcelona doživela razcvet gospodarstva.

### Novejša zgodovina
Leta 1931 so v Španiji izgnali kralja Alfonza XIII. in Katalonci so razglasili katalonsko republiko. Predsednik katalonske vlade je postal Francesc Macià, ki je prej živel v izgnanstvu. V Španiji so razglasili drugo republiko vendar pa do konca leta 1935 osemindvajsetim vladam v Madridu ni uspelo stabilizirati kaosa v državi. Po volitvah leta 1936 je na oblast prišla ljudska fronta vendar se je kaos nadaljeval. Nacionalist general Francisco Franco je vodil vojaško vstajo, vendar so ga v Barceloni porazili oboroženi delavci.  Leta 1939 je bila Barcelona v rokah nacionalistov. Pod Francovo diktaturo je bila prepovedana katalonščina in močno se je občutil gospodarski padec. Po Francovi smrti pa je deklaracija o kraljevini pod Juanom Carlosom I. dovolila ponovno vzpostavitev Generalitata kot skupščine avtonomne pokrajine Katalonije. Z olimpijskimi igrami leta 1992 se je Barcelona vrnila med svetovna mesta.
- Plaça Catalunya
- Bazilika Santa Maria del Mar
- Stolnica Sagrada Familia
- Casa Batlló
- Casa Milà
- Palau Nacional (Montjuic)
- Palau de la Música Catalana
- Stolnica sv. Eulalia
- Park Güell
- Tibidabo
- Torre Agbar
- Kolumbov spomenik
- Casa Batlló - Nočni pogled z rožami